# 杉山茂丸
杉山 茂丸（すぎやま しげまる、元治元年8月15日(旧暦)（1864年9月15日） - 昭和10年（1935年）7月19日）日本の政治運動家、実業家。明治から大正、昭和初期にかけて、それぞれの時代の政界実力者に対して、経済や外交、内政などさまざまな献策を行った。
自らは官職も議席も持たない在野の浪人であったが、山縣有朋、松方正義、井上馨、桂太郎、児玉源太郎、後藤新平、寺内正毅らの参謀役を務め、政界の黒幕とも呼ばれた。
長男は作家の夢野久作。孫はインド緑化の父と言われる杉山龍丸、詩人の杉山参緑。「夢野久作と杉山三代研究会」の杉山満丸は曾孫。戯号として其日庵。
主な著書に『百魔』『続戦国策』などがある。

## 経歴

### 出生から青年期
福岡藩士・父杉山信胤(のぶたね、杉山三郎平とも称す)母重喜(しげき)の長男として、福岡城下因幡町大横丁で生まれた。明治元年(1868年)11月、杉山三郎平が藩主黒田長知に藩籍奉還を直言したことで謹慎を命じられる。明治2年（1869年）、父の謹慎が解けた後、帰農在住を願い、遠賀川河口の芦屋村に移住、士族の一家が営む農業はうまくいかず貧困生活を送る。その後筑紫郡山家や朝倉郡夜須村などを転住。明治5年(1872年)7月6日、母、重喜が33歳で死去。明治11年(1878年)、父、三郎平が敬止義塾を筑前町に開き、四書五経を教えた。
民約論や仏蘭西革命史などを読んで政治に目覚め、明治13年（1880年）9月、17歳の時に初めて東京へ出た。この間、山岡鉄舟の門人となり、また後藤象二郎や大井憲太郎などと知遇を得た。滞京一年半で帰郷するが、明治17年（1884年）夏、熊本を訪れる。熊本で佐々友房に会い、「政権を私する藩閥の頭を叩く」ことを相共に誓約する。同年、再び上京。明治18年（1885年）、伊藤博文を悪政の根源、脱亜入欧、藩閥の巨魁と目してその暗殺を企て、山岡鉄舟の紹介状を持って面会に成功するが、逆に、お互い自重して国家のために命を大切に働こうではないかと説伏され、晩飯を馳走されて宿に帰った。

### 玄洋社時代

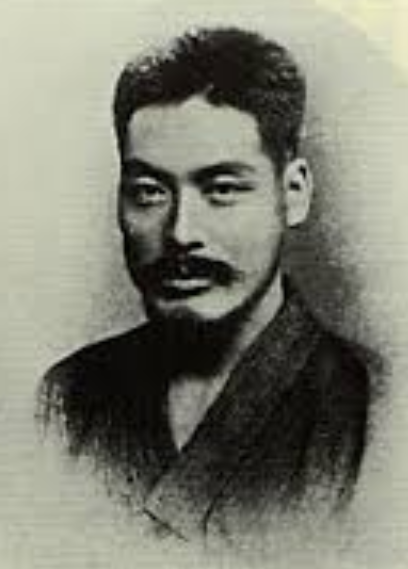
壮年期の杉山茂丸

伊藤暗殺を果たせなかった杉山は、官憲の追及を避けて北海道に渡るなど、各地を転々としていたが、明治20年（1887年）、熊本県人・八重野範三郎の紹介により同郷の頭山満に出会い、心服して以後行動を共にした。頭山とともに福岡に戻った杉山は、玄洋社の経済基盤確立のため、頭山に筑豊炭田の取得を勧め、自らその資金調達に奔走、そのために当時元老院議官であった安場保和を福岡県知事に就任させた。明治21年（1888年）ホトリと結婚。同年、中江兆民と出会う。
玄洋社機関紙『福陵新報』（のち九州日報を経て、福岡日日新聞と合併し、現在は西日本新聞）創刊などにも関わり、結城虎五郎とともに「頭山の二股肱」と呼ばれた。1889年、玄洋社員・来島恒喜による大隈重信外相襲撃事件が起こり、多くの玄洋社員とともに杉山も嫌疑をかけられ85日間収監された。

### 香港貿易と不遇の頃
明治25年（1892年）、第1次松方内閣による流血の選挙干渉事件の際、杉山は頭山の指示のもと、民党圧迫に協力するが、頭山が松方の豹変に激怒して政界との関わりを絶った頃、杉山も玄洋社から離れた。この前後から杉山は香港との間に石炭貿易を始め、何度も現地に渡航している。杉山は香港貿易を通じて経済知識を蓄え、同時に西欧列強による中国の経済支配の様相を実見して、国家の経済的自立の重要性に目覚めた。しかし貿易事業そのものは失敗し、杉山は妻子を福岡に残して上京した。

### 日本興業銀行の設立運動
明治27年（1894年）、杉山は同郷の先輩である金子堅太郎の知遇を得て、経済政策を語り合うようになった。またこの前後、東京日日新聞主筆の朝比奈知泉と知り合い「暢気倶楽部」と呼ばれる会合を持つようになって伊藤博文・桂太郎・児玉源太郎・後藤新平と人脈を広げた。杉山は金子と協力して工業資本の供給を行う興業銀行設立運動を始め、朝比奈は金子や杉山の動静を東京日日新聞で報道して世論形成に一役買った。杉山は明治30年（1897年）に初めて渡米し、アメリカの工業事情を視察する。この時入手した資料が八幡製鉄所創設に寄与した。翌明治31年（1898年）再度渡米して、世界の金融王J・P・モルガンと単独面会し、かつ巨額の借款を約定することに成功した。杉山らの興業銀行設立運動は、伊藤博文総理や井上馨蔵相の理解を得たものの、地租増徴問題をめぐる内閣と議会との混乱の中で握りつぶされる結果となり、隈板内閣を経て第2次山縣内閣によって、明治33年（1900年）に「日本興業銀行法」が成立する。しかし、貴族院や国内の銀行家の反対により外資導入は不可とされ、杉山がモルガンとの間に結んだ資本導入は実現しなかった。しかし、日本興業銀行の設立は、杉山を大言壮語の士とあなどっていた人々の杉山に対する認識を変えさせることとなった。

### 台湾統治への関わり
明治31年（1898年）、現地住民の抵抗により統治が進まなかった台湾に、児玉源太郎が第4代総督として就任し、民政局長には後藤新平が抜擢された（1898年6月20日に民政長官）。杉山は児玉らに対し、製糖産業の振興による台湾経済の確立を献策し、自らも製糖会社の設立に関わった。また台湾銀行の創設や台湾縦断鉄道の建設などにも関与したと見られ、添田壽一・中川小十郎らを台湾銀行総裁として推薦している。また、蓬萊米の普及に尽力した。

### 政友会創設資金の提供
伊藤博文が明治33年（1900年）に立憲政友会を結成するに際して、杉山はその創設資金の一部を提供した。杉山は元来政党政治を否定する立場であったが、将来の日露開戦を睨んで、伊藤によって政府の方針を助ける政党が結成されることは必要と考えていた。このとき伊藤に提供された十万円の資金の出所は明らかにされていないが、杉山の友人であった小美田隆義や実業家の岡田治衛武が有力視されている。伊藤内閣成立時に、伊藤から警視総監就任を請われるが固辞する。

### 桂太郎、児玉源太郎との盟約
杉山は暢気倶楽部などを通じて陸軍の児玉源太郎と親しく交際し、対露開戦に向けて努力することを盟約した。のちにこの盟約には、明治34年（1901年）に総理大臣となった桂太郎も加わった。桂・児玉・杉山の三者による活動は、対露戦争回避、日露協商を主張する伊藤博文への対処が中心となった。明治35年（1902年）1月、伊藤博文がロシアとの協商を目的にペテルブルク滞在中、桂内閣が電撃的に日英同盟を締結したのは、伊藤を「日露戦争の戦死者第一号」にしようという杉山の献策に従った政略であった。また、明治36年（1903年）7月、対露戦を準備する桂内閣に対立していた伊藤博文が枢密院議長に就任させられ、政友会総裁を辞任せざるを得なくなったのは、杉山が桂や児玉に伊藤の祭り上げを献策した結果であった。
児玉源太郎との結びつきについては、東京築地本願寺境内に日露戦争戦勝を記念して杉山が児玉に茶釜を贈ったことを記念する「凱旋釜」碑がある。

### 日露戦争の幕引きと満鉄設立・北洋漁業
明治38年（1905年）、奉天会戦のあと児玉源太郎が密かに帰国して、政府首脳に講和の必要性を説いたのは、杉山が児玉に秘密電報を打電して講和を進めるべき時期であると進言したことによるという。この年の夏、山縣有朋は講和の聖旨を伝達するため、密かに渡満して大山巌以下の満洲軍首脳と会談したが、その際、杉山は一民間人でありながら山縣に随行して満洲へ渡った。杉山は奉天で児玉源太郎の宿舎に同宿し、そこで児玉から満洲の地誌などの資料を託され、戦後の満洲経営策を立案するよう依頼された。杉山は帰国後、半官半民の合同会社の鉄道会社創設を立案した。この案が児玉によって採用され、南満洲鉄道株式会社（満鉄）が設立された。
日露講和条約を結ぶにあたって、日本はカムチャッカ周辺の漁業権を30年契約で獲得したが、これは杉山の画策による。

### 日韓併合
日露戦争後、明治39年(1906年)、韓国統監府が開庁し、伊藤博文が韓国統監となった。杉山は伊藤に、渡韓に際し内田良平を同行するよう薦め、伊藤は内田を統監府嘱託に採用した。内田は韓国において、親日団体である一進会の李容九や宋秉畯と親交を結び、一進会の日韓合邦運動を支援した。杉山は日本国内にあって、内田からの情報を政府首脳に伝え、また内田や一進会からのさまざまな要請について政府との交渉窓口となった。杉山は一進会の懇請により顧問となっていた。一進会が目指したものは日韓が対等の立場で合併する「合邦」であったが、現実には韓国が日本に併合される結果となった。このため大正10年（1921年）、杉山は旧一進会の会員たちから自決を要求された。併合後の朝鮮に対する政府の施政の実情を憂慮した杉山は、大正12年（1923年）に総理大臣に宛てた『建白』を著し、朝鮮の施政改革を強く訴えた。

### 博多港築港と関門トンネル計画
杉山は、大陸発展に連なる事業として、博多港築港を企画した。大正元年(1912年)、杉山は、有力者を集めて、博多港築港への協力を説いた。一同は賛成し、築港の許可を当局から取った。これを知った杉山の親友中村定三郎は、兄の中村精七郎にこの話をした。中村兄弟は築港を引き受け、精七郎が資金300万円を提供して、大正6年（1917年）に起工した。しかし、第1次世界大戦の影響で賃金、物価が5、6倍になったため、中村は資金を使い果たし、築港事業は中断に至った。
1912年、杉山は関門トンネルを民間の力で建設しようとして出資者を募り、政府に許可を出願した。しかし「この工事は政府事業として行う」として、許可は下りなかった。杉山が死去した翌年の昭和11年（1936年）に、関門トンネル建設工事が開始され、昭和19年（1944年）に上下線が完成した。
1919年には、九州〜対馬〜朝鮮海底鉄道トンネル案を政府に建議している。

## 家族
- 父・杉山三郎平 - 藩校助教
- 弟・林駒生（1870-1931） - 釜山の朝鮮海通漁組合連合会理事、韓国統監府水産技師
- 弟・龍造寺隆邦（杉山五百枝）
- 前妻・ホトリ - 福岡藩士・大島義賢の長女。女子師範学校卒。家風に合わないとして2歳の長男を残して離縁させられたのち、福岡日々新聞社の高橋群稲（宗硯）と再婚し三児を儲けた。
- 後妻・幾茂 - 福岡藩士・戸田七藏の長女[40]
- 長男・夢野久作 - 前妻との子
- 娘・瑞枝 - 後妻との子。金杉英五郎の甥・金杉進の妻。
- 娘・たみ子 - 後妻との子。耳鼻咽喉科医・石井俊次の妻

## 人物

### 海外の革命家を支援
- 大正4年（1915年）、インド独立運動家のラス・ビハリ・ボースがインド総督暗殺未遂によって日本に亡命してきた際、身柄の引き渡しを求めるイギリスの強い要求に従って日本政府はボースを強制退去させようとした。頭山、杉山らは彼を救うために画策した[39][41][42]。
- 玄洋社として孫文の活動を支援していた[注釈 8]。

### 出版事業と著述活動
- 明治41年（1908年）に森山守次が日本最初の週刊誌『サンデー』を創刊するに際し、杉山は様々な支援をした[43]。この週刊誌に杉山は随筆や政談などを執筆した。
- 大正6年（1917年）からは門下生が創刊した月刊雑誌「黒白」に舞台を移して代表作『百魔』の連載など、執筆活動を行った。生涯の著作は二十篇を超える。[18]

### 伝統文化への傾倒と庇護
- 杉山は義太夫節に関しては玄人はだしであり、明治大正期の義太夫界の大立者であった竹本摂津大掾や竹本大隈太夫らと親しく交際し、それらから聞いた芸の真髄を書き記した『浄瑠璃素人講釈』[44]を著した。明治42年（1909年）10月1日、伊藤博文にとって死出の旅立ちとなった満州渡航の前には、伊藤の大森恩賜館に招かれて、送別の義太夫を語った[45]。杉山の死後には、女義太夫の竹本素女が追悼義太夫会を開催し、『杉山其日庵遺作浄瑠璃集』が編まれた。
- 日本刀の蒐集鑑定も杉山が傾倒した趣味のひとつで、『刀剣譚』を執筆（『其日庵叢書第一編』に収録）したほか、若干の随想を遺している。晩年の伊藤博文が刀剣を趣味としたのは、杉山の勧めによるものと言われる。
- 相撲界に対しても様々な支援を行っている。関東大震災で国技館が焼失した際には再建資金の調達を援助した[39][46]ほか、日本相撲協会の設立や天皇賜杯授与の聴許などの動きに、年寄春日野（後の入間川）を助けて相撲界の振興に力を注いだ。
- 政財界人との交際の場であった茶の湯に関しても造詣が深く、「電力の鬼」と呼ばれた松永安佐ヱ門が六十歳を過ぎてから茶の湯に熱中したのは、杉山が茶器を贈ってそのきっかけを作ったものである。[12][47]

### 医学への貢献、献体
杉山は医学への関心が強かった。長女瑞枝は東京慈恵会医科大学学長であった金杉英五郎の甥に嫁ぎ、次女たみ子は耳鼻咽喉科医の石井俊次に嫁した。自宅には医務室を設け、数多くの医薬品を備えていたという。実弟龍造寺隆邦が癌腫に倒れたときは、当時の最新医療を種々試みさせ、脳溢血で死去した際は、解剖に付して病因を探らせた。杉山は、死去後に遺体を医学研究のため献体するように遺言していた。
1935年5月、頭山満・杉山茂丸交友50年記念「金菊祝賀会」が東京で開催される。
同年7月17日、脳溢血で倒れる。同年7月19日、午前10時22分に東京麹町三年町の自宅自室で息を引取った。7月22日に芝増上寺で葬儀(葬儀委員長頭山満)、7月29日に福岡市一行寺で玄洋社葬が行われた。戒名は、増上寺の和尚が示したものを頭山が退け、其日庵隠忠大観居士とした。
杉山の遺体は東京帝国大学で解剖に付された。門弟星一の岳父で東京帝大教授の小金井良精らが立ち会った。杉山の妻幾茂も死去の際献体した。現在東大医学部には、杉山夫妻の骨格標本が並んで保存されている。

## 主な著作
- 杉山茂丸『其日庵の世界 其日庵叢書合本』書肆心水、2006年。ISBN 4-902854-22-8。 初出、其日庵叢書第1編 1911年、第2編青年訓 1914年。
- 『英国小説　盲目の翻訳』1911 - 後藤新平と金子堅太郎が序文を記している[2]。
- 『児玉大将伝』1918年　博文館、中公文庫
- 『桂太郎伝』1919年　博文館
- 『明石大将伝』1921年　博文館
- 『山県元帥伝』1925年　博文館、新版 書肆心水
- 杉山茂丸『浄瑠璃素人講釈』岩波書店〈岩波文庫〉。初出1926年。
- 杉山茂丸『百魔』書肆心水、2015年。ISBN 978-4-906917-36-5。 初出1926年5月10日(大日本雄辯會)。のち講談社学術文庫(上下)-ただし改変が多くなされた。
- 杉山茂丸『百魔 続編』書肆心水、2015年。ISBN 9784906917372。 初出1926年11月25日(大日本雄辯會)。
- 杉山茂丸『百魔 正続完本』書肆心水、2006年8月15日。ISBN 9784902854176。
- 杉山茂丸『俗戦国策』書肆心水、2006年。ISBN 9784902854152。 初出1929年。